# Zatoka Efeska
Zatoka Efeska (gr. Κόλπος Εφέσου Kolpos Efesu, tur. Kuşadası Körfezi) – zatoka Morza Egejskiego, położona u wybrzeży Grecji i Turcji, pomiędzy przylądkiem Doğanbeyli na północy a wyspą Samos i półwyspem Dilek na południu. Zatoka stanowi przedłużenie zapadliska doliny uchodzącej do niej rzeki Küçük Menderes, a otaczające ją górzyste półwyspy i wyspy są niezanurzonym przedłużeniem pasm górskich Tmolos i Aydın Dağları. U wybrzeży zatoki leży miasto portowe Kuşadası oraz kurort Güzelçamlı. Linia brzegowa zatoki jest urozmaicona – liczne małe cyple dzielą ją na kilka mniejszych zatok z długimi, piaszczystymi plażami. Temperatura wody morskiej wzdłuż wybrzeży zatoki przekracza średnio 20°C począwszy od końca maja. Dominującą szatę roślinną stanowi makia, jednak szybko postępująca urbanizacja powoduje niszczenie roślinności.
Pomimo położenia w centralnej części wybrzeża Morza Egejskiego, Zatoka Efeska posiada ograniczone zaplecze lądowe – dolina rzeki Küçük Menderes otoczona jest górami, co utrudnia dostęp do Wyżyny Anatolijskiej. Z tego względu zatoka nie pełni już funkcji głównego ośrodka handlowego i kulturalnego regionu, jak miało to miejsce w czasach starożytnego Efezu. Współcześnie rolę tę przejęła Zatoka Izmirska, lepiej skomunikowana i korzystniejsza pod względem naturalnych warunków portowych.